# KFC Assenede
FC Assenede is een Belgische voetbalclub uit Assenede in het Meetjesland. De club is bij de KBVB aangesloten met stamnummer 4744 en heeft rood en wit als kleuren. De club werd opgericht in 1929 en fuseerde in 2000 met SK Boekhoute tot FC Assenede-Boekhoute. 
Vanaf 2007 werd in Boekhoute een nieuwe club VC Boekhoute gesticht. Na verloop van tijd veranderde FC Assenede-Boekhoute zijn naam terug naar FC Assenede.

De ploeg is een vaste waarde in 2e Provinciale.

## Bekende personen
- Kenny Verhoene, oud-trainer